# Războiul celei de-a Șasea Coaliții
În cadrul Războiului celei de-a Șasea Coaliții (1813 - 1814), o coaliție formată din Imperiul Austriac, Regatul Prusiei, Imperiul Rus, Suedia, Regatul Unit al Marii Britanii și Irlandei și un număr de state germane a învins în final Primul Imperiu Francez și l-a obligat pe Împăratul Napoleon I să abdice și să plece în exil pe insula Elba.
După dezastruoasa campanie napoleoniană din Rusia, în februarie-martie se încheagă noua Coaliție europeană, Prusia alăturându-se Rusiei, Marii Britanii și rebelilor din Spania și Regatul Portugaliei. După o serie de victorii ale lui Napoleon la Lützen și Bautzen, în august, Austria și Suedia se alătură Coaliției, urmate de Bavaria, în octombrie. Cu armatele reorganizate după standardele napoleoniene, forțele coalizate s-au masat în Germania centrală. Două o victorie zdrobitoare a lui Napoleon la Dresda, Aliații și-au schimbat strategia și au evitat să mai lupte împotriva armatei principale conduse de Împărat, concentrându-se pe a lupta împotriva corpurilor de armată ale Mareșalilor săi, pe care au reușit să îi învingă într-o serie de bătălii, slăbind decisiv armata franceză. Ca atare, în octombrie 1813, Napoleon decide să își adune toate forțele pentru o bătălie decisivă la Leipzig (cunoscută și ca „Bătălia Națiunilor”). Aceasta urma să fie cea mai mare bătălie a Războaielor napoleoniene și cea mai mare din istorie până la Primul Război Mondial. Trădat de aliații săi saxoni, sub presiunea crescândă a unui inamic mult superior numeric, Napoleon este nevoit să se retragă spre Franța.
Ultima etapă a războiului, apărarea Franței, este deseori considerată a fi cea mai impresionantă campanie napoleoniană, deoarece Împăratul a învins și respins în numeroase rânduri armate mult superioare numeric. În cele din urmă, în ciuda acestor victorii tactice, înfrângerile anterioare suferite de Napoleon în Rusia și Germania s-au dovedit a fi fatale, iar aliații au ocupat Parisul, forțând abdicarea acestui la 6 aprilie 1814 și restaurând dinastia Bourbon. Tratatul de la Paris de la 30 mai 1814 reduce Franța la frontierele din 1792.

## 1813: Campania din Saxonia

### Prima etapă: Prusia se alătură Coaliției
După dezastruoasa retragere din Rusia, resturile Marii Armate reușesc să treacă fluviul Niemen pe 13 decembrie, urmăriți de o armată rusă superioară numeric dar la fel de epuizată. Comandanții francezii și mai ales comandantul armatei, Mareșalul Murat nu reușesc să reorganizeze trupele pentru a reconstitui o forță militară viabilă, astfel că, neamenințată, Prusia se pregătește de război și se alătură Coaliției. 

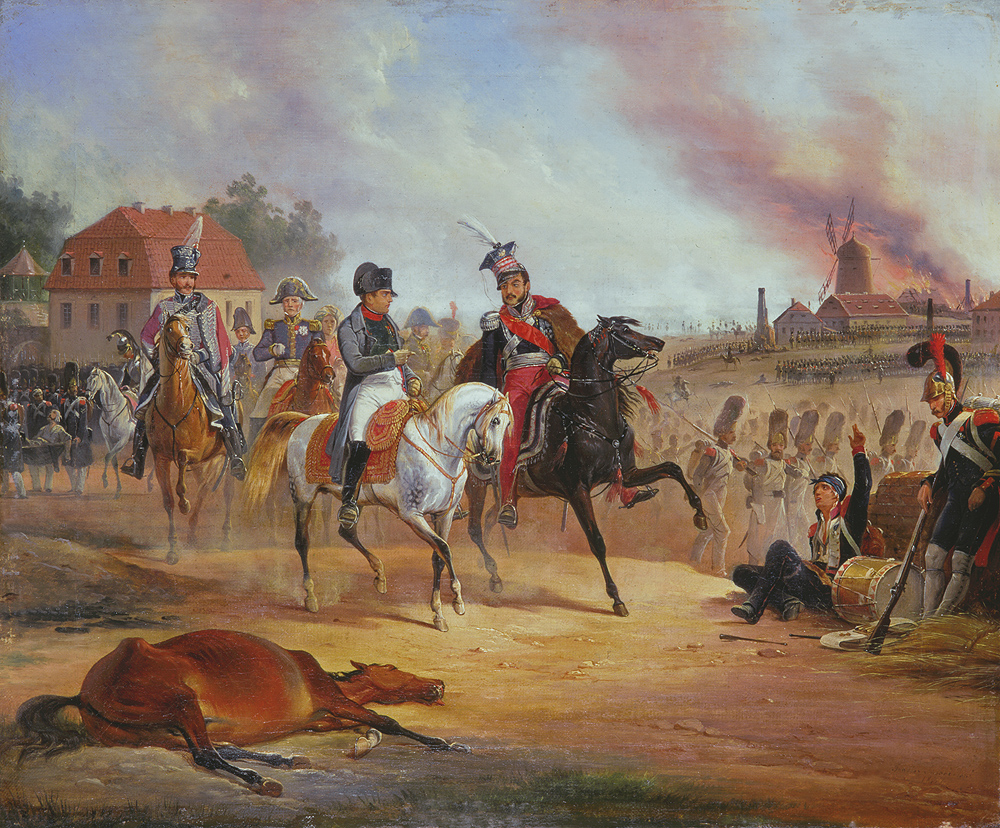
Napoleon discutând cu prințul Poniatowski în timpul campaniei din 1813

Campania se desfășoară în Saxonia, debutând pe 28 aprilie 1813 la Saale și apoi la Weissenfels, în urma căreia Mareșalul francez Bessières, comandant al cavaleriei, este ucis de o ghiulea. Urmează, pe 2 mai, o victorie franceză importantă la Lützen, care însă nu poate fi exploatată, din lipsă de cavalerie. Lipsa cailor, consecință a dezastrului din Rusia, va marca profund soarta acestei campanii. Urmare a victoriei de la Lützen, regele Saxoniei se poate întoarce în capitala sa, Dresda, în timp ce Imperiul Austriac dă semne că s-ar putea alătura Coaliției. Napoleon învinge din nou armata Coaliției la Bautzen și Würschen și începe urmărirea armatei învinse, respinse în Silezia. În timpul acestei urmăriri, pe 22 mai, Marele Mareșal Duroc, prieten apropiat al Împăratului, este rănit mortal. Pe 27 mai, francezii câștigă o altă victorie la Liegnitz și apoi combatanții semnează un armistițiu, la Pleiswitz, valabil între 4 iunie și 20 iulie, prelungit ulterior până la 10 august și care va avantaja mai mult Coaliția, căreia i se alătură Austria și Suedia. 
În același timp, în Spania, francezii duceau o luptă din ce în ce mai disperată împotriva gherilelor spaniole, a armatei regulate britanice, a armatei spaniole și a cele portugheze. În iunie, Mareșalul Suchet învinge armata britanică la Tarragona, dar Mareșalul Jourdan și regele José I al Spaniei sunt învinși decisiv de Ducele de Wellington la Vittoria și armatele franceze evacuează Spania.

### A doua etapă: Austria și Suedia se alătură Coaliției

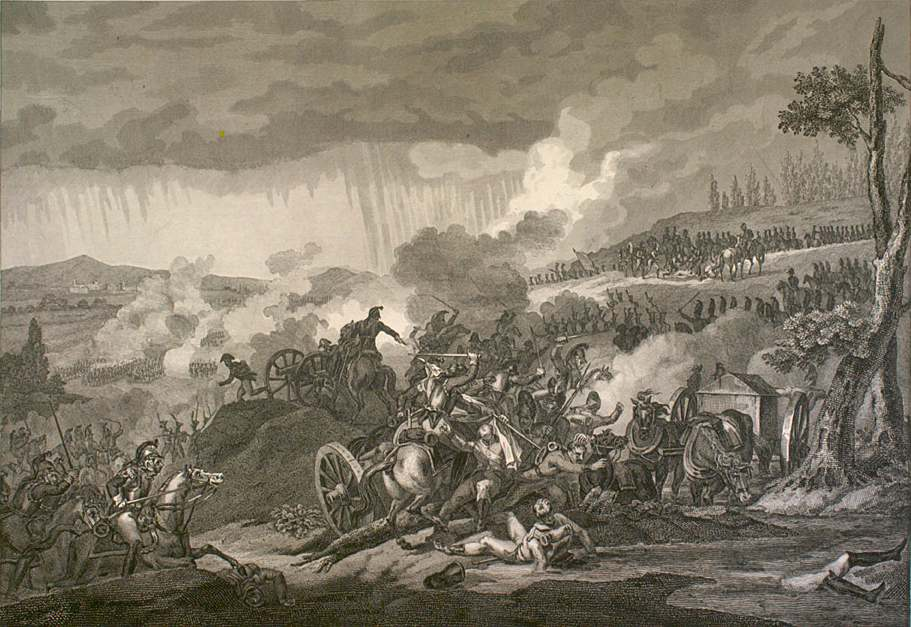
Bătălia de la Dresda - Napoleon câștigă o importantă victorie

Campania reîncepe la sfârșitul în august, ambele tabere aliniind peste 400.000 de oameni fiecare, dar Coaliția urmând să primească întăriri suplimentare. Pe 12 august, Austria declară război Franței. În timp ce Napoleon își organizează trupele în jurul Dresdei, Coaliția își împarte forțele în trei armate: 200.000 de oameni în Boemia (Schwarzenberg); 100.000 în jurul Berlinului (Bernadotte) și încă 100.000 în Silezia (Blücher). Generalul francez Moreau, un opozant al lui Napoleon, se alătură aliaților și este numit Feldmareșal în armata rusă, dar urma să fie rănit mortal la 27 august, la nici o lună după ce s-a alăturat Coaliției. 
Pe 18 august, Mareșalul Davout câștigă la Lauenburg, dar, 3 zile mai târziu, Napoleon nu îl poate învinge la Katzbach pe Blücher, care se retrage atunci când Împăratul îl atacă. Pe 23 august, Bernadotte îl învinge pe Mareșalul Oudinot la Gross Beeren, iar Blücher îl bate pe Mareșalul MacDonald la Katzbach. În acest timp, Napoleon atacă Armata Boemiei la Dresda, învingând-o și producându-i pierderi grele. O stare proastă de sănătate a Împăratului și lipsa unei cavalerii suficiente permit armatei lui Schwarzenberg să se retragă, evitând distrugerea. Pe 30 august, armata franceză suferă un dezastru, generalul Vandamme fiind învins și capturat, împreună cu două treimi din corpul său de armată la Kulm. În timp ce Napoleon îl bătea pe Blücher la Neisse, pe 5 septembrie, o altă înfrângere, de această dată a Mareșalului Ney la Dennewitz, silește Bavaria să părăsească tabăra franceză, încheind un armistițiu cu Coaliția. 

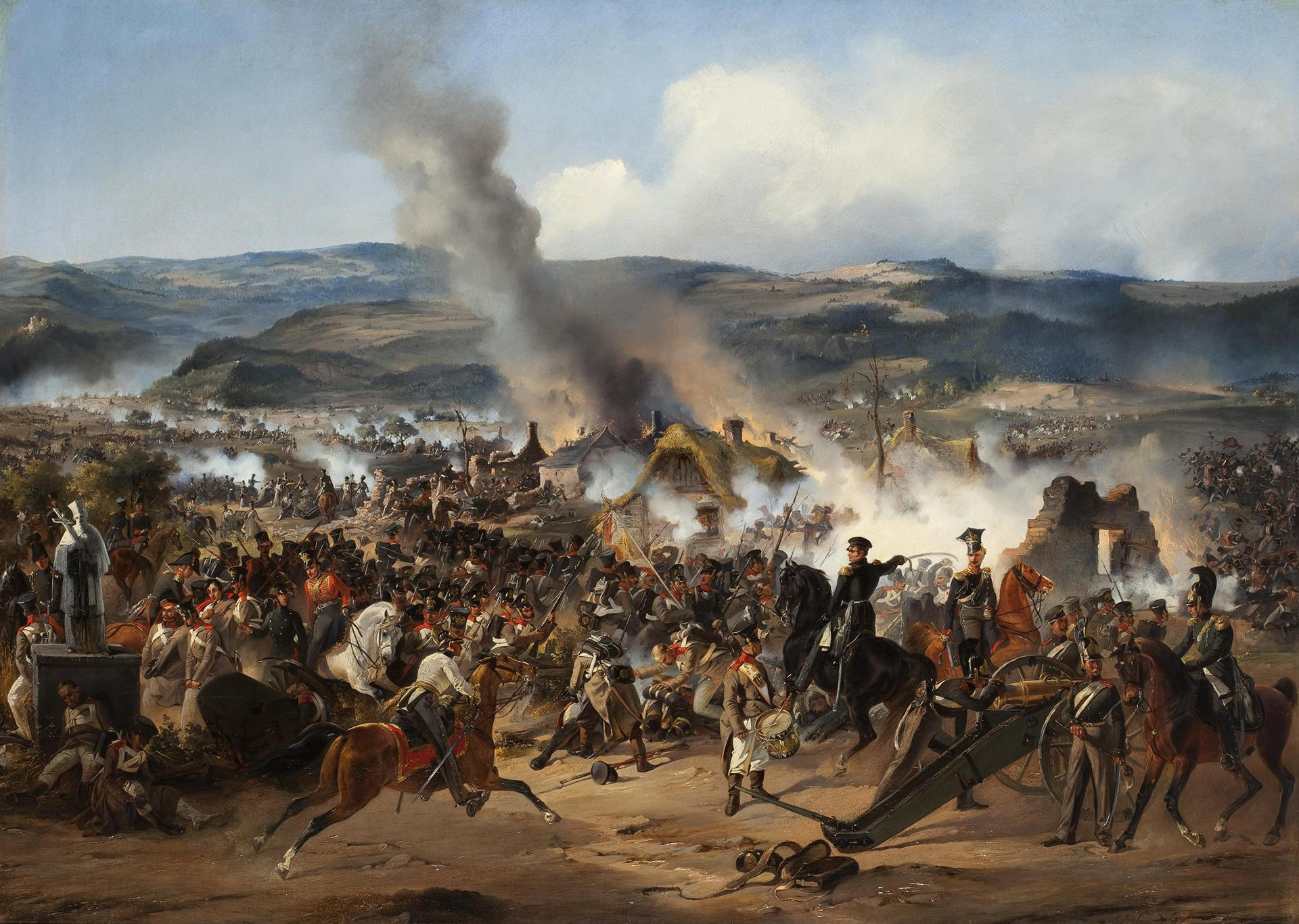
Francezii suferă o înfrângere dezastruoasă la Kulm

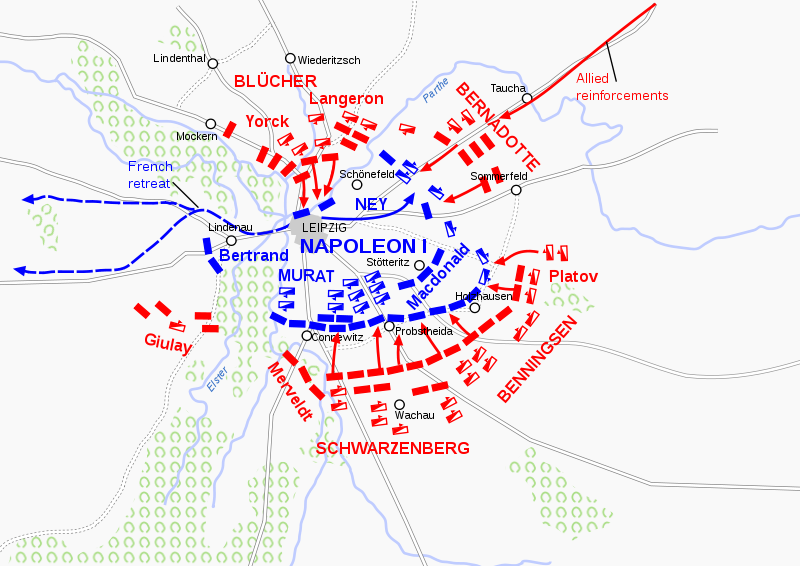
Bătălia de la Leipzig - Napoleon este învins decisiv

Înfrângerile Mareșalilor dintre 23 august și 6 septembrie au anulat practic succesul Împăratului de la Dresda, astfel că acesta din urmă, înțelegând strategia Coaliției, și-o schimbă radical pe a sa, decizând replierea forțelor sale la Leipzig, nu înainte de a-l mai bate odată pe Blücher la Düben pe 10 octombrie. Împăratul nu mai dispune decât de 260.000 de oameni, din care 40.000 sunt sub comanda lui Davout, care este asediat dar rezistă la Hamburg. Urmărindu-l pe Blücher, aflat permanent în retragere în fața Împăratului, acesta din urmă nu îl poate împiedica pe prusac să facă joncțiunea cu Bernadotte și cele două armate îi atacă pe francezi la Leipzig, primind curând și ajutorul austriecilor. În trei zile de lupte (16 - 19 octombrie), Napoleon, cu doar 160.000 de oameni, ține un timp piept celor peste 320,000 de Aliați. Copleșit, Napoleon este abandonat în plină luptă de aliații săi saxoni, care trec în tabăra inamicului. Francezii se retrag în dezordine spre Franța, lăsând în urmă 50,000 de morți, răniți și prizonieri, pierzându-l și pe Mareșalul Poniatowski, înecat în timpul disperatei retrageri. Bavaria trece în tabăra Coaliției și, în retragere spre Franța, Napoleon învinge armata bavareză la Hanau, înainte de a trece Rinul pe la Mainz. 
În acest timp, viceregele Italiei, Eugène de Beauharnais, învingea o armată austriacă în nordul Italiei, la Bassano, dar toți aliații germani ai Franței trec în tabăra Coaliției. Pe 10 noiembrie, Wellington, trecut cu armata sa anglo-iberică în sud-vestul Franței, îl atacă pe Mareșalul Soult la Nivelle, obligându-l să se retragă spre Bayonne, iar o zi mai târziu Mareșalul Gouvion St-Cyr capitulează la Dresda. Deși, viceregele Eugène mai câștigă odată împotriva austriecilor la Caldiero, situația francezilor este din ce în ce mai gravă: negocierile de pace eșuează, generalul Rapp capitulează la Dantzig, după 7 luni de asediu, austriecii invadează Elveția și apoi Alsacia, la mijlocul lui decembrie. Prin Tratatul de la Valençay, Franța recunoaște dreptul lui Ferdinand al VII-lea asupra tronului Spaniei, fapt ce echivalează cu recunoașterea înfrângerii în războiul iberic.

## 1814: Campania din Franța

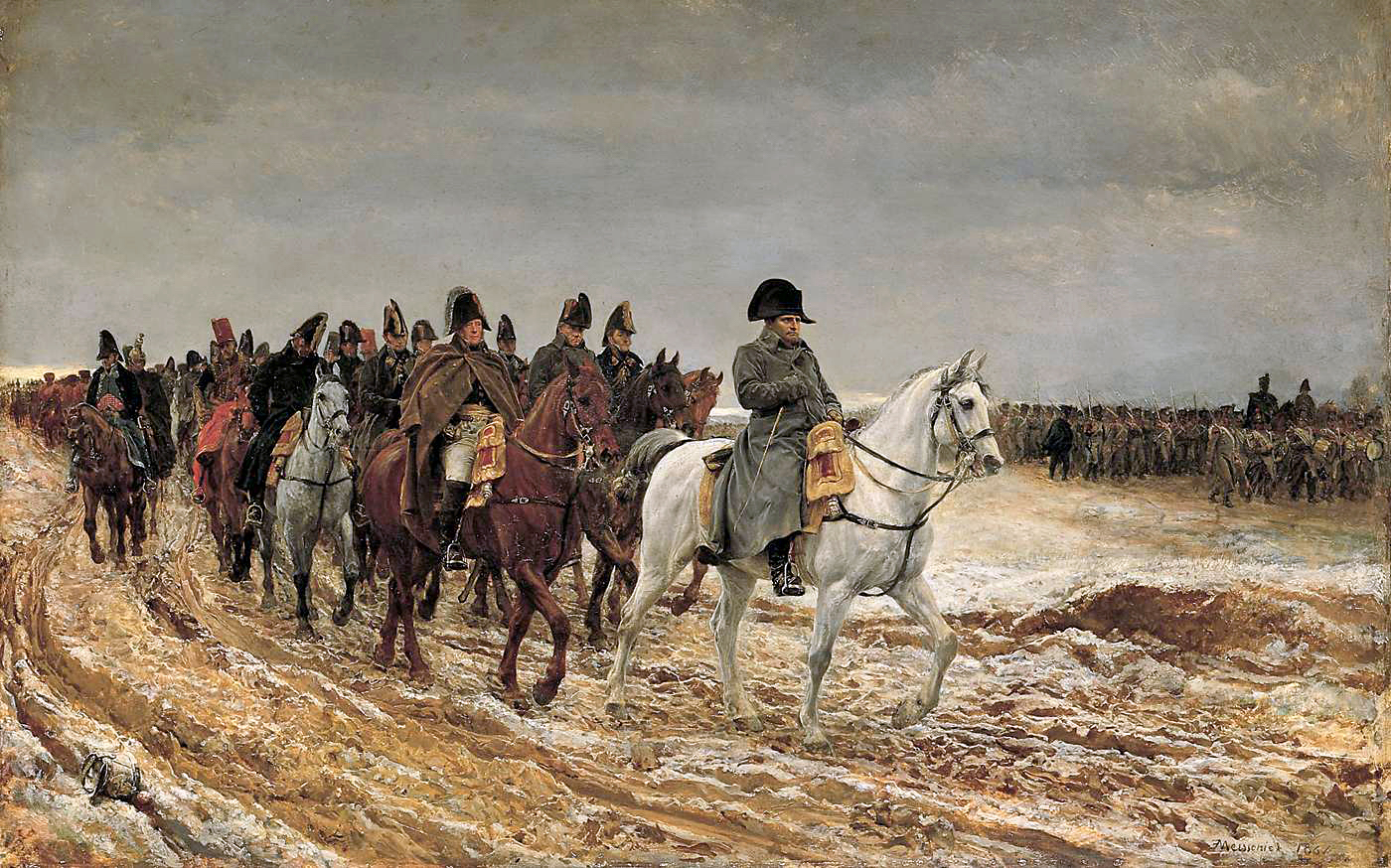
Napoleon în fruntea trupelor în timpul campaniei din Franța

După Campania din Germania din anul precedent, situația strategică a Imperiului francez este disperată: dintre cei 300,000 de soldați disponibili, 100,000 sunt asediați în diverse fortărețe din Germania, 90,000 sunt puși sub comanda lui Soult în sud-vestul Franței, pentru a opri armata anglo-iberică a lui Wellington, câteva zeci de mii sunt în nordul Italiei, astfel că Napoleon I are la dispoziție doar 70,000 de oameni pentru a încerca să oprească armatele Coaliției, ce numără peste 350,000 de oameni, cu încă 300,000 în rezervă. 
Pe rând, cele trei armate ale Coaliției invadează Franța, întâi Schwartzenberg, la 21 decembrie 1813, prin Elveția, apoi Blücher la 1 ianuarie 1814 iar armata lui Bernadotte invadează Belgia, după ce în prealabil eliberase Olanda, dar nu pătrunde în Franța. La 11 ianuarie, Joachim-Napoleon, regele Neapolelui semnează Tratatul de alianță cu Austria, împotriva Franței. Ca urmare a acestui fapt, Napoleon îi ordonă viceregelui Italiei, Eugène de Beauharnais să evacueze nordul Italiei și să reîntărească armata de la Lyon a lui Augereau, dar viceregele nu pune în aplicare acest ordin iar Aliații intră în Dijon la 19 ianuarie. 
În aceste condiții, strategia lui Napoleon era aceea de a profita de liniile de comunicație interioare pentru a manevra în mod rapid și neașteptat și a învinge corpuri de armată inamice izolate, pentru a produce aliaților pierderi cât mai mari. În primă fază, Împăratul se aruncă cu toate trupele asupra lui Blücher, pe care îl bate la St-Dizier și Brienne și îl împiedică într-o primă etapă să facă joncțiunea cu austriecii lui Schwartzenberg. Totuși, la 1 februarie, cei doi generali ai Coaliției reușesc să facă joncțiunea și îl copleșesc numeric pe Napoleon la La Rothière, obligându-l să se retragă, fără a putea totuși să îl anihileze. Constatând că ambele armate mărșăluiesc spre Paris, cea a lui Blücher prin valea Marnei iar cea a lui Schwartzenberg prin valea Senei, Napoleon atacă din nou și câștigă o serie de victorii: Champaubert, Montmirail, Château-Thierry, dislocând Armata Sileziei a lui Blücher. Se întoarce apoi împotriva celeilalte armate, cea a Boemiei, ale cărei elemente le învinge la Montereau, obligându-l pe Schwartzenberg la o repliere rapidă spre Troyes. 

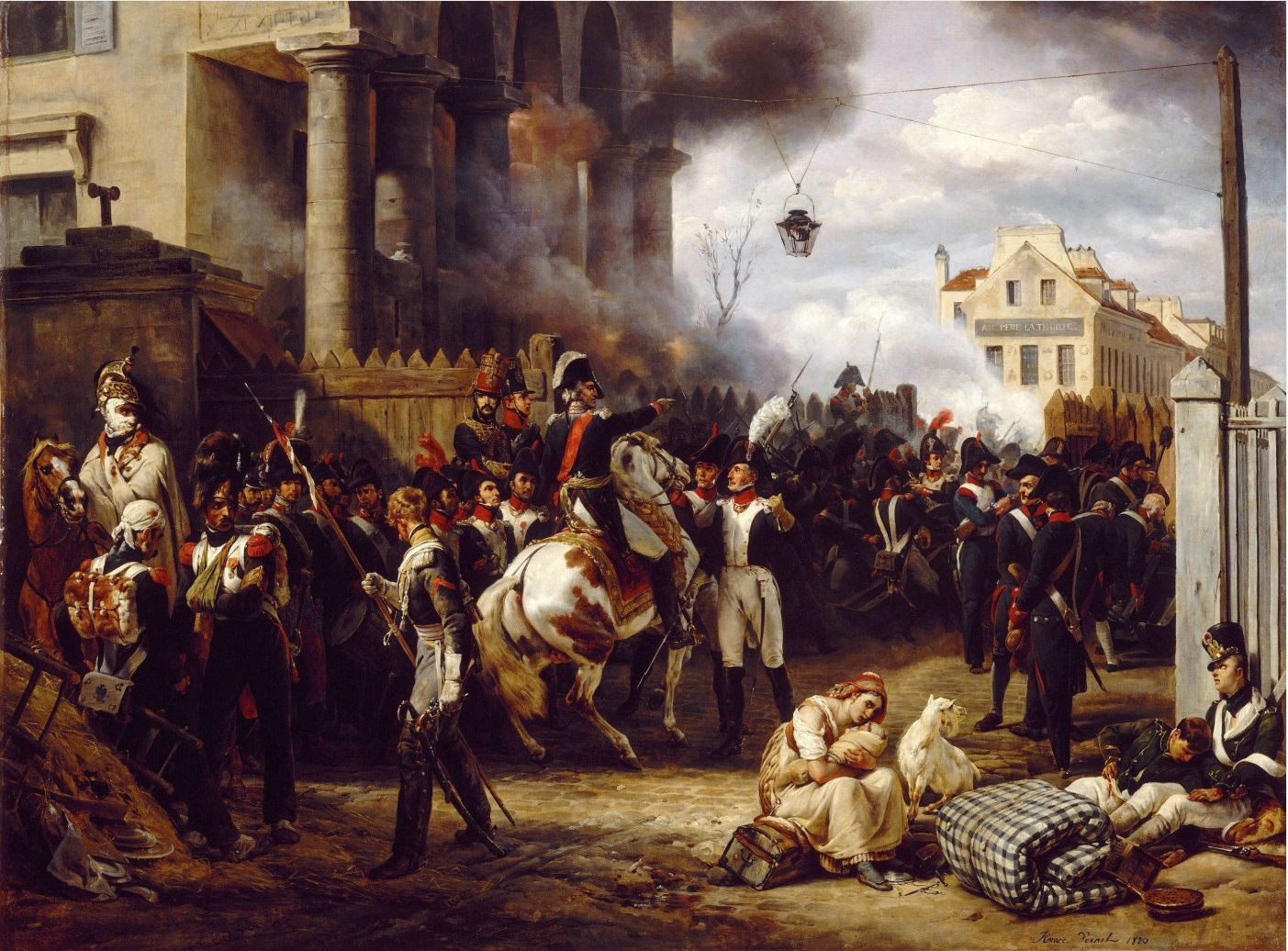
Bariera de la Clichy - Mareșalul Moncey dirijează apărarea capitalei

Între timp, Armata Sileziei primise întăriri consistente și Napoleon se îndreaptă din nou împotriva acesteia, Blücher fiind din nou învins la Craonne, pe 7 martie dar rezistând pe poziții 3 zile mai târziu la Laon. Armata Boemiei se pune din nou în mișcare spre capitala franceză și Napoleon încearcă din nou să o oprească, fără a putea învinge însă la bătălia de la Arcis-sur-Aube, pe 20 martie. Înaintarea aliaților spre Paris continuă și Împăratul își schimbă strategia, încercând nu să înfrunte ci să secționeze liniile de comunicație ale armatelor aliate, dar acestea continuă marșul, înfruntând și învingând armata Mareșalilor Mortier și Marmont la Fère-Champenoise și sosesc în dreptul Parisului. În tot acest timp, Wellington câștigase câteva victorii împotriva lui Soult, împingându-l pe acesta până la Toulouse iar în sud-est, Augereau era la rândul său bătut și semna armistițiul cu Aliații la sfârșitul lui martie. 
Napoleon își aduce resturile armatei principale la Fontainebleau, în timp ce cei doi Marmont și Mortier, împreună cu Moncey continuă să apere cu disperare capitala asediată. Cu toate acestea, Mareșalul Marmont ia inițiativa de a semna capitularea capitalei și se predă cu toți oamenii săi, pe 31 martie iar Napoleon abdică pe 6 aprilie. Neștiind de abdicarea Împăratului, Soult dă o ultimă disperată bătălie împotriva lui Wellington la Toulouse. Viceregele Eugène încheie la rândul său armistițiul cu austriecii la 16 aprilie.

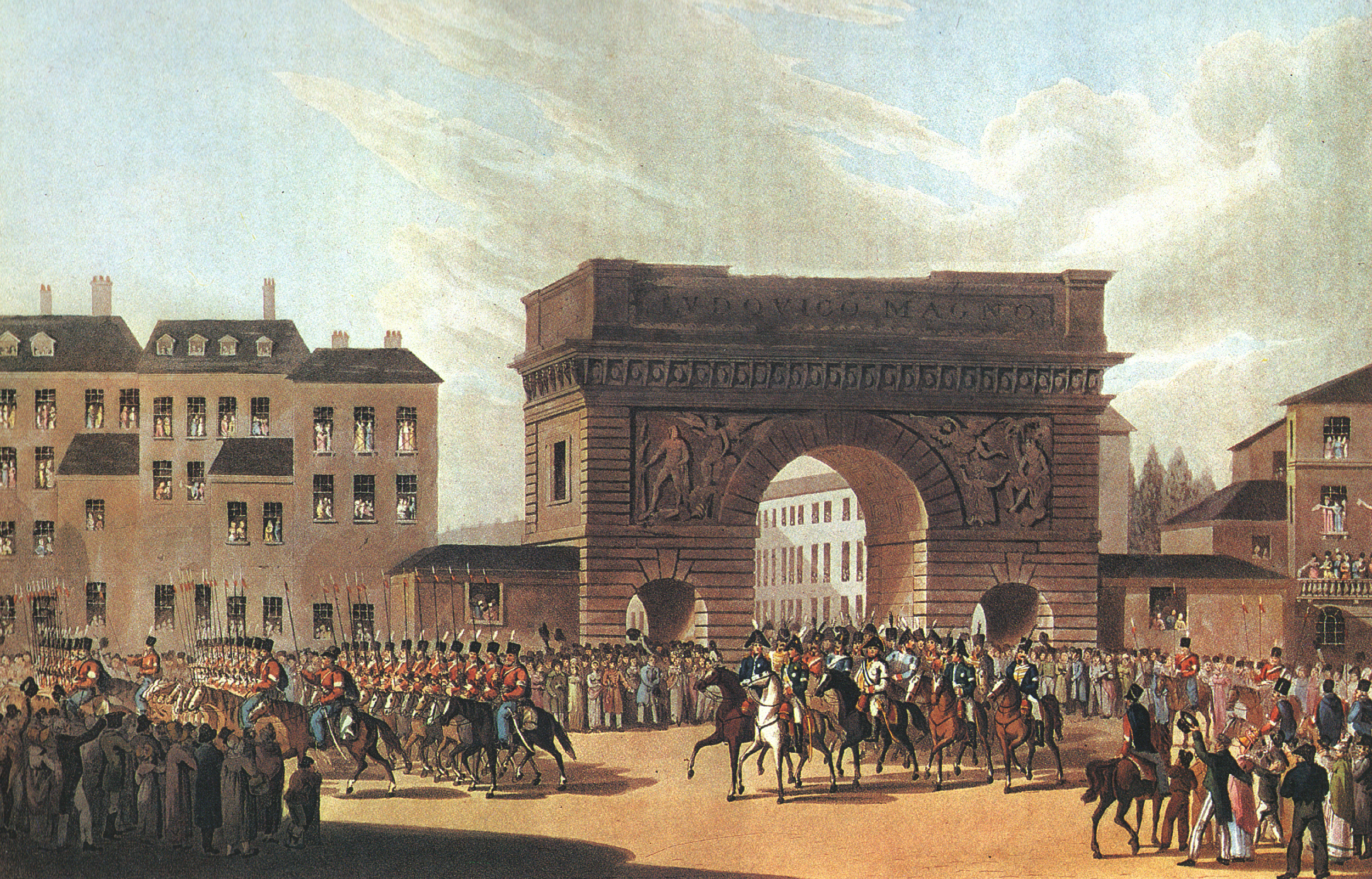
Defilarea trupelor rusești în Paris

## Consecințe
Abdicând necondiționat la 6 aprilie 1814, Napoleon semnează Convenția care îi garanta suveranitatea insulei mediteraneene Elba, iar Senatul francez îl cheamă pe tron pe Ludovic-Stanislas-Xavier de Bourbon, care debarcă la Calais pe 24 aprilie, cu o zi înainte Franța semnând armistițiul cu Aliații. Cu toate acestea, asediat la Hamburg, Davout nu evacuează orașul decât pe 27 mai, doar după un ordin formal al regelui. 
La 30 mai se semnează Tratatul de la Paris, între Franța și Aliați, Franța fiind readusă la granițele din 1792.